# Рябушкіна Євдокія Павлівна
Євдокія Павлівна Рябушкіна (нар. рос. Євдокия Павловна Рябушкина; 1 серпня 1913, Петербург) — радянська баскетболістка.
В 1929-36 гг. грала за клуб ім. Кухмістрова (Московсько-Курське відділення). Виступала за команду «Локомотив» (Москва) від її заснування 1936 року до 1951 року.
Срібний призер чемпионатів СРСР 1937, 39, 40, 44, 49 рр.; бронзовий — 1947, 48, 50 и 51 рр.
З 1936 року виступала за збірну Москви, у 1946—1951 роках грала у збірній СРСР. Чемпіонка Європи 1950. Заслужений майстер спорту СРСР.
Закінчила школу тренерів при Державному центральному інституті фізичної культури. З 1951 по 1969 р — тренер ДЮСШ ДЗГ «Локомотив». У 1955-69 рр. — секретар президії Федерації баскетболу СРСР, потім — секретар Ради ветеранів баскетболу Москви.
Жила у Москві.
Сестра баскетболісток Віри та Євгенії Рябушкіних.